# Kirchliche Jugendarbeit
Kirchliche Jugendarbeit bezeichnet Maßnahmen, Angebote und Einrichtungen katholischer oder evangelischer Träger (Kirchengemeinden, Diözesen, Landeskirchen sowie kirchliche Verbände und Vereine), die gemäß § 11 SGB VIII zugunsten junger Menschen stattfinden und wie bei jeder Form von Jugendarbeit durch Mitverantwortung (Partizipation) und Lebensweltorientierung gekennzeichnet sind. Als freier Träger tragen die Kirchen mit ihrem weltanschaulichen (christlichen) Angebot zur Vielfalt der Jugendarbeit als Teil der freien Jugendhilfe bei.
Kirchliche Jugendarbeit ist aus katholischer Sicht ein Teil der Jugendpastoral. Hierunter kann allgemein das Handeln der (bzw. als) Kirche durch, unter und mit jungen Menschen verstanden werden. Aus evangelischer Sicht befindet sich die Arbeit mit jungen Menschen an der Schnittstelle zwischen Religions- und Gemeindepädagogik. Sie fördert das gesellschaftliche Sozialkapital und nimmt junge Menschen in einer sensiblen Phase der Identitätsbildung in Obhut, fördert ihre Selbstständigkeit und Selbstwirksamkeit. Ihr Ziel ist die ganzheitliche, spirituelle, ethische und soziale Entwicklungsförderung, die Vertiefung religiösen Wissens auf der Basis religiöser und konfessioneller Erfahrungen sowie der Grunderfahrung von Vertrauen, Verantwortung, Verlässlichkeit und unbedingter Annahme und Wertschätzung.

## Ziele der kirchlichen Jugendarbeit
Das Ziel der kirchlichen Jugendarbeit unterlag geschichtlichen Wandlungen. Die geschichtlich erste Jugendarbeit vollzog sich an Ministranten. Es war eine reine Jungenarbeit und hatte das Ziel, aus diesen Reihen möglichst viele neue Priesteramtskandidaten zu gewinnen.
Etwa in der zweiten Hälfte des 19. Jahrhunderts entstanden immer mehr Gesellenvereine – zurückgehend auf Adolph Kolping – und somit die erste Jugendarbeit, die nicht mehr nur Rekrutierungsziele verfolgte. Langsam aber stetig wuchs, vor allem in den Städten, die Erkenntnis einer sinnvollen und abwechslungsreichen Freizeitgestaltung für Kinder und (das neu erkannte) Jugendalter. Als nach 1900 erste Jugendvereine entstanden, entwickelte sich auch in der Kirche eine erste Form von Jugendarbeit, die aber oft noch das erklärte Ziel hatte, dennoch Priesternachwuchs zu finden.
Nach dem Ersten Weltkrieg entstanden erstmals auch Vereine für Mädchen. Diese Vereine machten das Ziel Neupriester zu finden obsolet. Das Ziel, das eigene Leben auf Basis christlicher Werte zu entfalten, rückte in den Vordergrund.
Nach dem Zweiten Weltkrieg verschmolzen viele Jungen- und Mädchenvereine zu einem koedukativen Verband. In Zeiten der Postmoderne steht das Ziel „sinnvolle Freizeitbeschäftigung“ in der Praxis gleichberechtigt neben dem formulierten Erziehungsziel christliche Werte kennenzulernen und ins Leben zu integrieren.

### Ziele katholischer Jugendarbeit
Die deutsche katholische Bischofskonferenz formulierte 1990 Leitlinien zur Jugendpastoral, als Quintessenz aus dem Konzil, der Synode und den aktuellen Zeitumständen:
1. Menschwerdung nach dem Bild Gottes
2. Aspekte christlicher Lebensdeutung, hier insbesondere:

- Beziehungsfähig werden
- Identitätsfindung einüben
- Freiheit solidarisch verantworten lernen
- Beziehung zu Gott muss wachsen
- Partnerschaftliche Beziehung lernen
- Zur Mitgestaltung der Welt befähigen
- Zukunft und Hoffnung eröffnen

## Kirchliche Jugendarbeit in der Römisch-Katholischen Kirche
- siehe auch: Katholische Jugendarbeit

Die kirchliche Jugendarbeit in der römisch-katholischen Kirche erwuchs aus den Pfarreien (Pfarrjugend). Zwischen den beiden Weltkriegen entstanden auch regionale, überregionale und reichsweite Zusammenschlüsse – also Vereine bzw. Verbände – die katholische Jugendarbeit bündelten. Dies war einerseits eine Folge der schon viel früher gegründeten Gesellenvereine Adolph Kolpings, andererseits spielten bestehende Verbünde (z. B. die Weltpfadfinderbewegung) eine Rolle, die eine Vereinsstruktur als Basis ihrer Arbeit ansahen.
Nach dem Zweiten Weltkrieg trafen sich die Pfarrjugendgruppen wieder, die an sich nicht verboten waren, weil sie kein Verein/Verband waren und sich somit – unter Vorsicht – auch während der NS-Zeiten treffen konnten. Auch die früheren Verbände, die ab 1937 verboten waren, wurden wieder gegründet.
Die deutsche katholische Kirche, namentlich die Deutsche Bischofskonferenz, förderte die Gründung von Jugendverbänden. Neben den einzelnen Verbänden wurde recht früh ein Dachverband für alle katholischen Jugendverbände ins Leben gerufen, der Bund der deutschen katholischen Jugend (BDKJ).
Bis heute gibt es ein Nebeneinander von pfarrlichen und verbandlichen Jugendgruppen. Letztere sind zwar ebenfalls auf Pfarreiebene aktiv, sind aber bis auf Bundesebene organisiert, während Pfarrgruppen (Pfarrjugend) auf den Ort beschränkt bleibt. Da die Verbände mit ihren Symbolen und Logos auch Farben auf sich beziehen, bürgerte es sich unter den Verbandlern in den 70er Jahren ein, Pfarrjugendgruppen als graue Jugendarbeit zu betiteln.

### Gliederung und Organisationsstruktur katholischer Jugendarbeit
Aufgrund des Nebeneinanders von verbandlichen und nichtverbandlichen Jugendgruppen hat sich eine zweigleisige Organisationsstruktur gebildet. Die Strukturen sind zwar ähnlich, sollen aber dennoch getrennt voneinander erklärt werden, da beide Strukturen miteinander und ineinander verwoben sind.
Die Strukturen der katholischen Jugendarbeit sind nicht einheitlich. Sie unterscheiden sich von Diözese zu Diözese teilweise sogar von Dekanat zu Dekanat.
| Ebene   | Bezeichnung              | Tätigkeit |
| ------- | ------------------------ | --- |
| Gruppe  | Jugendgruppe             | Hier treffen sich Kinder und Jugendliche zu gemeinsamen Gruppenstunde, Aktionen in der Pfarrei usw. |
| Pfarrei | Leiterrunde/Leitungsteam | Die einzelnen Gruppenleiter treffen sich für gemeinsame Absprachen und wählen aus ihrer Mitte eine Pfarrjugendleitung; die Leitung vertritt die Interessen der Jugendlichen und Kinder in Gremien, wie z. B. dem Pfarrgemeinderat und dem Sachausschuss Jugend                                                                  |
| Dekanat | Dekanatsvollversammlung  | Die Pfarrjugendleitungen treffen sich für gemeinsame Absprachen oder um Großprojekte zu organisieren. Aus ihrer Mitte wählen sie den BDKJ-Vorstand; erste Ebene, die auch für die Ausbildung von Gruppenleitern verantwortlich ist; die (Erz-)Bischöflichen Jugendämter haben hier erste Stellen mit hauptberuflichem Personal. |
| Diözese | Diözesanversammlung      | Die Dekanatsvorstände und Verbandsvorstände treffen sich (für ähnliche Aufgaben wie oben) und wählen den Diözesanvorstand; jener ist stellenweise hauptberuflich beschäftigt |
| Bund    | Bundesversammlung        | Die Diözesanvorstände wählen den Bundesvorstand des BDKJ; der Bundesvorstand ist direktes Bindeglied zur Deutschen Bischofskonferenz |
| Europa  | Europakonferenz          | Die großen katholischen Jugendverbände sind Mitglied in internationalen Dachverbänden oder selbst schon international organisiert. |
| Bund    | General Assembly         | Die großen katholischen Jugendverbände sind Mitglied in internationalen Dachverbänden oder selbst schon international organisiert. |

Die jeweiligen Vorstände des BDKJ haben Gast- und Beratungsrecht bei allen Versammlungen der jeweiligen Ebenen. So besucht der BDKJ-Dekanatsvorstand die Ortsgruppen in den Pfarreien, Der Diözesanvorstand die Bezirke/Dekanate usw.
In manchen Diözesen wurden die Dekanatsstellen zu Regionalstellen zusammengefasst. In anderen Diözesen gibt eine Regionalebene als Bindeglied zwischen Dekanat und Diözese. Ebenso bildeten sich über den Diözesanstellen überregionale Zusammenschlüsse als informative Ebene (z. B. in Bayern). Diese Außenstellen des (Erz-)Bischöflichen Jugendamtes bieten, unter anderem auch folgende Angebote an:
- Ferienfreizeiten
- Tage der Orientierung für Schulklassen
- Regionale Jugendtage
- Jugendgottesdienste
- Regelmäßige spirituelle Angebote
- Projekttage
- Schulungen für Gruppenleiter und Engagierte

Viele Regional-/Dekanatsstellen stellen zudem einen großen Materialfundus für Engagierte in der kirchlichen Jugendarbeit bereit. Dort können beispielsweise Beamer, Spiele oder andere Geräte die für die Anschaffung für kleinere Gruppe unrentabel wären, gegen eine meist kleine Gebühr ausgeliehen werden.
Die verbandlichen Strukturen sind von Verband zu Verband unterschiedlich. Dennoch gibt es Ähnlichkeiten, die oft von der kirchlichen Struktur übernommen werden.
| Ebene                          | Bezeichnung                               | Tätigkeit |
| ------------------------------ | ----------------------------------------- | --- |
| Gruppe                         | Jugendgruppe/Altersstufe                  | Hier treffen sich Kinder und Jugendliche zu gemeinsamen Gruppenstunde, Aktionen in der Pfarrei usw. |
| Pfarrei                        | Ortsgruppe/Stamm/Leiterrunde/Leitungsteam | Die einzelnen Gruppenleiter treffen sich für gemeinsame Absprachen und wählen aus ihrer Mitte einen Vorstand; die Leitung vertritt die Interessen der Jugendlichen und Kinder in Gremien, wie z. B. dem Pfarrgemeinderat und dem Sachausschuss Jugend; Die Orts-/Stammesvorstände besuchen auch die Dekanatsebene des BDKJ |
| Region/Dekanat/Stadt/Landkreis | Bezirk/Arbeitsgemeinschaft                | Die Vorstände treffen sich für gemeinsame Absprachen oder um Großprojekte zu organisieren. Aus ihrer Mitte wählen sie den Bezirks/AG-Vorstand; erste Ebene, die auch für die Ausbildung von Gruppenleitern verantwortlich ist;                                                                                             |
| Diözese                        | Diözesanversammlung/Diözesankonferenz     | Die Bezirks-/AG-Vorstände treffen sich (für ähnliche Aufgaben wie oben) und wählen den Diözesanvorstand; Die Verbandsvorstände besuchen auch die Diözesanversammlung des BDKJ |
| Bund                           | Bundesversammlung                         | Die Diözesanvorstände wählen den Bundesvorstand; Der jeweilige Bundesvorstand ist auch beim BDKJ vertreten |

### Internationale Jugendarbeit
| BDKJ-Verband    | Internationaler Dachverband  |
| --------------- | ---------------------------- |
| DPSG            | WOSM                         |
| DJK-Sportjugend | FICEP                        |
| KjG             | Fimcap                       |
| KLJB            | MIJARC                       |
| Kolpingjugend   | Internationale Kolpingjugend |
| KSJ             | JECI-MIEC                    |
| PSG             | WAGGGS                       |

### Offene Jugendarbeit
Neben den pfarrlichen und verbandlichen Gruppen gibt es noch die offene Jugendarbeit. Als offen wird hier meist ein unverbindliches Angebot betitelt, bei dem Kinder und Jugendliche ohne Mitgliedschaft kommen und gehen können, wann sie wollen. Dies wird oft in Jugendcafés, Jugendtreffs oder Disco-Angeboten erreicht.

### Kirchliche Jugendsozialarbeit und Jugendberufshilfe
Etwas außerhalb der reinen Jugendarbeit befinden sich die Jugendsozialarbeit und die Jugendberufshilfe.
Jugendsozialarbeit gilt als ein eigenständiges sozialpädagogisches Aufgabenfeld im Rahmen der Jugendhilfe. Jugendsozialarbeit wendet sich an alle jungen Menschen, die zum Ausgleich sozialer Benachteiligungen oder zur Überwindung individueller Beeinträchtigungen in erhöhtem Maße auf Unterstützung angewiesen sind. Katholische Jugendsozialarbeit begann bereits 1945 in äußerster Notlage der Nachkriegszeit. Sie förderte heimat-, eltern- und arbeitslose Jugendliche und gewährte ihnen eine neue Heimstatt.
Jugendberufshilfe widmet sich der Thematik des Überganges von der Schule in den Beruf. Hier steht die Berufsfindung und Bewerbungstraining sowie das Erstellen von Bewerbungsunterlagen am Ende der Schullaufbahn im Vordergrund. Weitere Betätigungsfelder sind die Betreuung und Vermittlung von Jugendlichen und jungen Erwachsenen in Ausbildung oder Beruf. Die Tätigkeiten werden fast immer von Hauptamtlichen ausgeführt und über Mittel des Landes, des Bundes und der EU gefördert.

## Kirchliche Jugendarbeit in den evangelischen Landeskirchen
Die Jugendarbeit der evangelischen Kirchen in Deutschland wird von den einzelnen Landeskirchen koordiniert. Als gemeinsame Dachorganisation wirkt die Arbeitsgemeinschaft der evangelischen Jugend in Deutschland (aej) und vertritt die Interessen der Jugendarbeit auf Bundesebene.
In den einzelnen Landeskirchen wird die Jugendarbeit meist von einem Amt für Kinder- und Jugendarbeit koordiniert, das an den Oberkirchenrat oder das Landeskirchenamt angebunden ist. Ihm steht im Regelfall ein Landesjugendpfarrer oder eine Landesjugendpfarrerin vor. Die verschiedenen Arbeitsbereiche auf Gemeindeebene wie die Gemeindejugend, die Pfadfinder oder der CVJM treffen sich hier, um in einer Landesjugendkammer die gemeinsame Arbeit auf Landesebene zu koordinieren und ihre Interessen nach außen zu vertreten. Auf der Ebene der Kirchenbezirke oder Dekanate sind mit den Bezirks- bzw. Dekanatsjugenden ähnliche Strukturen geschaffen wie auf den Landesebenen.
Neben diesen von der Gemeindeebene her kommenden Strukturen gehören zur evangelischen Jugendarbeit auch die Schülerarbeit und die evangelischen Studierendengemeinden sowie die Evangelische Sportbewegung (auch unter dem Eigennamen "Eichenkreuz" bekannt), und die Jungbläser (Posaunenchor).
Ein wichtiges Ziel der evangelischen Jugendarbeit ist neben der religiösen und spirituellen Sozialisation die politische Bewusstseinsbildung. Gerade im Bereich der Jugendpolitik auf Kreis-, Länder- und auf Bundesebene wird viel Wert auf die gute Zusammenarbeit mit anderen Jugendverbänden in den jeweiligen Jugendringen gelegt.

## Kirchliche Jugendarbeit in Freikirchen
Die Jugendarbeit der Freikirchen wird unter anderem von folgenden Organisationen durchgeführt:
- Jugendwerk der Evangelisch-methodistischen Kirche (EmK),
- Jugendgeschäftsstelle des Bundes Freier Evangelischer Gemeinden (BFEG),
- Gemeindejugendwerk des Bundes Evangelisch-Freikirchlicher Gemeinden in Deutschland e. V. (GJW) und
- Jugendarbeit der evangelischen Brüder-Unität
- Jugendwerk der Selbständigen Evangelisch-Lutherischen Kirche (SELK)
- Mennonitische Jugend Norddeutschlands (MJN) der Arbeitsgemeinschaft Mennonitischer Gemeinden
- Jugendwerk Süddeutscher Mennonitengemeinden (juwe) der Arbeitsgemeinschaft Mennonitischer Gemeinden